# Deadline (jeu vidéo, 1982)
Pour les articles homonymes, voir Deadline.
Deadline est un jeu vidéo de fiction interactive conçu par Marc Blank et publié par Infocom à partir de 1982. Il est basé sur le système de jeu qui a fait le succès de Zork et est considéré comme un des jeux les plus importants du genre. Contrairement à ses prédécesseurs, qui se déroulent dans un univers de fantasy, il s’inspire en effet des romans et films à énigme. Le joueur y enquête en nouvelle Angleterre sur le meurtre (ou le suicide) de Marshall Robner.
Ce jeu fut le premier jeu de mystère d'Infocom, leur premier jeu ne faisant pas partie de la série Zork, et le jeu qui a commencé leur tradition de « feelies » — des accessoires et suppléments imaginatifs liés au thème du jeu inclus avec le jeu. Le nombre de PNJ, l'indépendance de leur comportement par rapport aux actions du joueur et la complexité de l'analyseur syntaxique étaient considérés comme révolutionnaires à l'époque de la sortie du jeu.
Selon des documents internes d'Infocom, le jeu se vendit à plus de 140 000 exemplaires entre 1982 et 1988.

## Trame

### Synopsis
Le joueur incarne un enquêteur de police anonyme, convoqué dans une vaste propriété du Connecticut pour enquêter sur le prétendu suicide du riche industriel Marshall Robner.

### Personnages
Les suspects, qui se promènent dans la propriété en poursuivant leurs activités pendant l'enquête, sont :
- Leslie Robner, la femme de la victime.
- George Robner, le fils de la victime.
- M. McNabb, le jardinier.
- Mme Rourke, la gouvernante.
- M. Baxter, le partenaire commercial de Robner.
- Mme Dunbar, la secrétaire de Robner.

## Système de jeu
De nouvelles instructions ont été implémentées pour s'adapter au thème policier du jeu : le joueur peut accuser (accuse) ou même arrêter (arrest) n'importe quel suspect à tout moment. Une accusation au bon moment peut amener un suspect déconcerté à révéler des informations jusque-là cachées. Cependant, pour qu'une arrestation soit valable, le joueur doit posséder des preuves tangibles des trois éléments de base : le mobile, la méthode et l'instant précis. Sans ces éléments, le jeu se termine par une description de la raison pour laquelle le coupable présumé a été relâché. Les instructions standard comme examiner (examine) et fouiller (search) sont présentes, mais le joueur peut également relever les empreintes digitales (fingerprint) des objets ou demander au sergent Duffy de les analyser.
Le joueur ne peut mourir que de deux façons, mais Infocom a attribué à Deadline un niveau de difficulté « expert », en grande partie à cause de l'abondance de preuves et de fausses pistes à démêler en peu de temps.

## Accueil

### Ventes
Selon des documents internes d'Infocom, le jeu se vendit à plus de 140 000 exemplaires entre 1982 et 1988.

## Voir  aussi